# البيان الإنساني الأول
البيان الإنساني الأول،  (بالإنجليزية: Humanist Manifesto I)‏، كتبه في عام 1933، ريموند براغ، ونشر مع 34 موقعًا. يتحدث هذا البيان عن دين جديد، ويشير إلى الإنسانية كحركة دينية، تهدف إلى تجاوز، واستبدال الأديان السابقة، القائمة على مزاعم الوحي الخارق، ومع ذلك، يجب الحرص على عدم التعبير عن العقيدة، أو المعتقد.
تحدد الوثيقة، خمسة عشر بندا، وتؤكد، على علم الكونيات، والتطور البيولوجي والثقافي، والطبيعة البشرية، و نظرية المعرفة، والأخلاق، والدين، وتحقيق الذات، والسعي إلى الحرية والعدالة الاجتماعية. 
وصفت العدالة الاجتماعية، المنصوص عليها في المادة الرابعة عشرة، أنها الأكثر إثارة للجدل، حتى بين الإنسانيين، بالإضافة إلى النظرة العلمانية، حيث أعلن معارضته عن «مجتمع الاستثمار، الذي يحركه الربح»، ومطالبته، بمجتمع المساواة، في جميع أنحاء العالم، على أساس التعاون المتبادل الطوعي.
تم الإعلان عن إصدار البيان الإنساني الأول، من قبل وسائل الإعلام الرئيسية، في 1 مايو/يونيو 1933.
يتبعه بيانان: البيان الإنساني الثاني عام 1973، والبيان الإنساني الثالث (الإنسانية، وتطلعاتها)، عام 2003.
يقول براغ عن البيان الإنساني :

## بنود البيان
- أولا : ينظر اللاهوتيون الدينيون إلى الكون على أنه قائم بذاته، وليس مخلوقًا.
- ثانيا : تؤمن البشرية بأن الإنسان جزء من الطبيعة، وبرز نتيجة لعملية مستمرة.
- ثالثا : عند إلقاء نظرة طبيعية على الحياة، يجد الإنسانيون أنه يجب رفض الازدواجية التقليدية بين العقل، والجسم.
- رابعا : تدرك الإنسانية أن ثقافة الإنسان وحضارته الدينية، كما يتضح بوضوح من الأنثروبولوجيا والتاريخ، هي نتيجة لتطور تدريجي بسبب تفاعلها مع بيئتها الطبيعية وتراثها الاجتماعي. الفرد المولود في ثقافة معينة هو إلى حد كبير النمطية.
- خامسا : تؤكد الإنسانية أن طبيعة الكون الموضحة في العلم الحديث تجعله غير مقبول لأي ضمانات خارقة للطبيعة أو فلكية للقيم الإنسانية. من الواضح أن الإنسانية لا تنكر إمكانية عدم اكتشاف الحقائق بعد، لكنها تصر على أن طريقة تحديد وجود وقيمة أي من الحقائق كلها هي من خلال البحث الذكي وتقييم علاقاتهم بالاحتياجات الإنسانية. يجب على الدين تشكيل آماله وخططه في ضوء الروح والمنهج العلمي.
- سادسا : نحن مقتنعون بأن الوقت قد مضى للإلهية والإلهية والحداثة وأنواع كثيرة من «الفكر الجديد».
- سابعا : الدين يتكون من تلك الإجراءات والمقاصد والخبرات ذات الأهمية الإنسانية. لا يوجد غريب على الدين. ويشمل العمل والفن والعلوم والفلسفة والحب والصداقة والترفيه - كل ذلك في درجة معبرة ترضي حياة الإنسان بذكاء. لم يعد بالإمكان الإبقاء على التمييز بين المقدس والعلماني.
- ثامنا : تعتبر النزعة الإنسانية الدينية أن الوعي الكامل للشخصية الإنسانية هو نهاية حياة الإنسان ويسعى لتطويره وتحقيقه هنا والآن. هذا هو تفسير المشاعر الإنسانية للإنسان.
- تاسعا : في المواقف القديمة المرتبطة بالعبادة والصلاة، يجد الإنسان عواطفه الدينية معبرة عن شعور متزايد بالحياة الشخصية وفي جهد تعاوني لتعزيز الرفاه الاجتماعي.
- عاشرا : يترتب على ذلك أنه لن يكون هناك مشاعر ومواقف دينية فريدة من نوعها من النوع المرتبط حتى الآن بالإيمان بغير الطبيعي.
- الحادي عشر : سيتعلم الإنسان مواجهة أزمات الحياة من حيث معرفته بالطبيعة والاحتمال. سيتم تعزيز المواقف المعقولة والرجولية من خلال التعليم ودعمها من قبل العرف. نحن نفترض أن الإنسانية ستأخذ مجرى النظافة الاجتماعية والعقلية وتثبط الآمال العاطفية وغير الواقعية والتفكير بالتمني.
- الثاني عشر : اعتقادًا أن الدين يجب أن يعمل بشكل متزايد من أجل المتعة في الحياة، يهدف علماء الدين إلى تشجيع الإبداع في الإنسان وتشجيع الإنجازات التي تزيد من رضا الحياة.
- الثالث عشر : الإنسانية الدينية تؤكد وجود جميع الجمعيات والمؤسسات لتحقيق حياة الإنسان. إن الهدف الذكي للبرنامج الإنساني هو تحقيق التحول الذكي والتحول والسيطرة والتوجيه لهذه الجمعيات والمؤسسات. بالتأكيد، يجب إعادة تشكيل المؤسسات الدينية والأشكال الطقسية والأساليب الكنسية والأنشطة المجتمعية بمجرد أن تسمح التجربة بذلك، حتى تعمل بفعالية في العالم الحديث.
- الرابع عشر : إنسانيون مقتنعون تمامًا بأن المجتمع القائم على الملكية والدافع لتحقيق الربح قد أظهر أنه غير مناسب وأنه يجب إجراء تغيير جذري في الأساليب والضوابط والدوافع. يجب إنشاء نظام اقتصادي اجتماعي وتعاوني من أجل تحقيق التوزيع العادل لوسائل الحياة. هدف الإنسانية هو مجتمع حر وعالمي يتعاون فيه الناس طواعية وذكاء من أجل الصالح العام. يطالب البشر بحياة مشتركة في عالم مشترك.
- الخامس عشر والأخير : نؤكد أن الإنسانية ستقوم بما يلي: (أ) تأكيد الحياة بدلاً من إنكارها؛ (ب) السعي إلى استنباط إمكانات الحياة، وليس الهرب منها؛ من خلال هذه الروح المعنوية الإيجابية، سيتم توجيه البشرية، ومن هذا المنظور، فإن المواءمة سوف تتدفق إلى تقنيات الإنسانية، وجهودها.

لذلك نحن نفهم الأطروحات الإنسانية الدينية. على الرغم من أننا لا نعتبر الأشكال والآراء الدينية لآباءنا كافية، فإن البحث عن حياة جيدة يظل المهمة الأساسية للإنسانية. لقد أدرك الإنسان أخيرًا أنه وحده المسؤول عن تحقيق أحلامه للعالم ولديه القدرة على تحقيقها. يجب عليه ضبط الذكاء والإرادة للمهمة.